# دلتا¹ سگ کوچک
دلتا¹ سگ کوچک یک ستاره است که در صورت فلکی سگ کوچک قرار دارد.